# Francesco Pentini

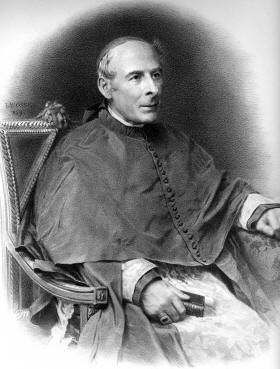
Francesco Kardinal Pentini

Francesco Pentini (* 11. Dezember 1797 in Rom; † 17. Dezember 1869 ebenda) war ein italienischer Kardinal und Politiker des Kirchenstaats.

## Leben
Sein Vater war Vertreter der Zarin Katharina II. von Russland bei Papst Pius VI. Pentini studierte am Seminario Romano und am Collegio Romano. Ab 1811 Leutnant der Garde des schwedischen Königs Karl XIII., nahm er 1813 als Leutnant an der Völkerschlacht bei Leipzig teil und war 1814 Mitglied der Ehrenformation, die nach dem Sturz Napoleon Bonapartes Papst Pius VII. während seiner Rückkehr von Paris nach Rom eskortierte. Danach trat er in den geistlichen Stand. Nach 1820 wurde er Päpstlicher Kammerherr, später Hausprälat Seiner Heiligkeit. Am 13. November 1820 ernannte der Papst ihn zum Referendar an den Tribunalen der Apostolischen Signatur sowie zum Kanoniker von Santa Maria Maggiore. Ferner war er von 1820 bis 1822 Relator der Kongregation für die Güterverwaltung, der De-facto-Regierung des wiedererrichteten Kirchenstaats. Nach verschiedenen anderen kurialen Ämtern wurde er am 12. Juni 1837 Dekan der Apostolischen Kammer, was er bis zu seiner Kardinalserhebung blieb. Ab dem 22. Februar 1848 war Francesco Pentini Innenminister des Kirchenstaats, bis er 1850 zurücktrat und sich ins Privatleben zurückzog.
Papst Pius IX. erhob ihn im Konsistorium vom 16. März 1863 zum Kardinaldiakon und verlieh ihm am 19. März desselben Jahres den roten Hut und die Titeldiakonie Santa Maria in Portico Campitelli.
Francesco Pentini starb in Rom und wurde in der Kirche seiner Titeldiakonie Santa Maria in Portico Campitelli beigesetzt.